# Campionati africani di ciclismo su strada - Staffetta mista a squadre
La Staffetta mista a squadre è uno degli eventi disputati durante i Campionati africani di ciclismo su strada. Per la prima volta fu corsa nel 2021. 

## Albo d'oro
Aggiornato all'edizione 2023.
| Anno | Vincitore | Secondo | Terzo |
| ---- | --- | --- | --- |
| 2021 | Sudafrica Ryan Gibbons Kent Main Gustav Basson Carla Oberholzer Frances Janse van Rensburg Hayley Preen                                     | Ruanda Jacqueline Tuyishimire Jean Bosco Nsengimana Moïse Mugisha Jean Eric Habimana Diane Ingabire Valantine Nzayisenga | Etiopia Serkalen Taye Watango Tsgabu Grmay Sintayehu Kebede Yared Beharu Selam Ahama Gerefiel Miheret Asegele Gebreyewhans |
| 2022 | Mauritius Aurélien de Comarmond Llucie De Marigny-Lagesse Raphaelle Lamusse Kimberley Le Court De Billot Alexandre Mayer Christopher Lagane | Eritrea Monalisa Araya Milena Fafiet Aklilu Gebrehiwet Mikiel Habtom Feven Haile Dawit Yemane                            | Egitto Youssef Abouelhassan Assem Elhosseiny Khalil Hapepa Eliwa Rehab Elsherbini Ahmed Saad Ebtissam Zayed Ahmed          |
| 2023 | Mauritius Aurélie Halbwachs Gregory Mayer Raphaelle Lamusse Kimberley Le Court De Billot Alexandre Mayer Christopher Lagane                 | Ruanda Etienne Tuyizere Samuel Niyonkuru Eric Muhoza Valantine Nzayisenga Diane Ingabire Xaverine Nirere                 | Burkina Faso Awa Bamogo Pascaline Dambinga Issouf Ilboudo Vincent Mouni Bachirou Nikiema Lamoussa Zoungrana                |

## Medagliere
| Pos.   | Nazione      | Oro | Argento | Bronzo | Totale |
| ------ | ------------ | --- | ------- | ------ | ------ |
| 1      | Mauritius    | 2   | 0       | 0      | 2      |
| 2      | Sudafrica    | 1   | 0       | 0      | 1      |
| 3      | Ruanda       | 0   | 2       | 0      | 2      |
| 4      | Eritrea      | 0   | 1       | 0      | 1      |
| 5      | Etiopia      | 0   | 0       | 1      | 1      |
| 5      | Egitto       | 0   | 0       | 1      | 1      |
| 5      | Burkina Faso | 0   | 0       | 1      | 1      |
| Totale | Totale       | 3   | 3       | 3      | 9      |